# Aeroportul Fort Good Hope
Aeroportul Fort Good Hope (IATA: YGH, ICAO: CYGH) este un aeroport din Fort Good Hope⁠(d), Region 2, Northwest Territories⁠(d), Teritoriile de Nord-Vest, Canada.
Situat la o altitudine de 81 m, aeroportul dispune de o singură pistă.